# آناهیت چیبوخیان
آناهید آراگسی چیبوخیان (ارمنی: Անահիտ Արագսի Չիբուխչյան؛ انگلیسی: Anahit Chibukchian زادهٔ ۲۴ ژوئیهٔ ۱۹۵۵)، لغت‌شناس، روزنامه‌نگار نظر، نویسنده و جنگجوی آزادی اهل ارمنستان است.

## زندگی‌نامه
وی در ۲۴ ژوئیه ۱۹۵۵ در استپاناوان به دنیا آمد و از دانشگاه دولتی علوم پرورشی خاچاطور آبوویان ارمنستان (۱۹۷۸) فارغ‌التحصیل گشت. وی در وزارت اقتصاد ارمنستان (۱۹۷۷-۱۹۸۹)، فرودگاه اربونی (۱۹۹۲-۱۹۹۶) و 
وزارت دفاع ارمنستان (۱۹۹۷-۲۰۰۲) فعالیت کرده است. 

## یادداشت
1. ↑  azatamartik